# 21時の女
『21時の女』（にじゅういちじのおんな）は後藤晶による 日本の成人向け漫画。コアマガジン刊。

## 概要
『21時の女 ～ニュース・キャスター桂木美紀～』は、知的で美貌な女性ニュースキャスターが秘密のオナニー行為をADに知られて性的に脅され調教されるストーリー。
アダルトアニメとしてOVA化されている。
続編として『21時の女 ～カメラの前の牝犬～』がある。桂木と同時期に調教されたお天気キャスターが主人公のストーリー。

## 登場人物
桂木美紀
ニュース番組「ニュース9」のメインキャスター。
佐竹
ニュース番組「ニュース9」のアシスタントディレクター。
清水
ニュース番組「ニュース9」のアシスタントディレクター。
野神
プロ野球選手。OVA版では「野崎」。
本城栄子
女優。
麻生有加
ニュース番組のお天気お姉さん。
雪橋
麻生が担当するニュース番組のアシスタントディレクター。

## 単行本
- 後藤晶 『21時の女～ニュース・キャスター桂木美紀～』コアマガジン、全2巻
  1. 2001年6月19日発売、ISBN 978-4877344566
  2. 2003年8月19日発売、ISBN 978-4877346539
- 後藤晶 『21時の女 ～カメラの前の牝犬～』コアマガジン、全2巻
  1. 2015年8月31日発売、ISBN 978-4864368193
  2. 2019年10月31日発売、ISBN 978-4866533698

## アダルトアニメ
ミルキーによる制作でOVA化された。全3巻。
声優
- 桂木美紀：木村瞳
- 佐竹：内藤茂樹
- 女性レポーター：落合由紀子
- 男性キャスター：椎名宏
- チーフディレクター：三浦忠雄
- タイムキーパー：楢崎あけみ
- フロアディレクター：芝道哉
- 解説者：大岡雄太
- 野崎：三木保男
- 若い女：大山由美

スタッフ
- 監督：白黒好雄
- 脚本：出雲零時
- キャラクターデザイン：中村貞晴